# Harstad Vikings
Harstad Vikings var en basketballklub hjemmehørende i Harstad i Troms fylke i Norge. Holdet spillede i øverste nationale division, BLNO. De blev norgesmestre i sæsonen 2005/2006. 
I maj 2009 blev klubben erklæret konkurs med en større gæld. Siden er licensen overtaget af breddeklubben Harstad Basketballklubb.